# Maserati 3200GT
Maserati 3200GT är en sportbil, tillverkad av den italienska biltillverkaren Maserati mellan 1998 och 2002.
1998 presenterades Maserati 3200GT (Tipo AA 338B32), en fullt fyrsitsig Gran turismo-vagn, var den första Maseratin som presenterades efter att Ferrari tagit över företaget och moderniserat hela fabriken. Det var också den första helt nya modellen på över femton år och inte bara en ny variant på Biturbo-temat. Utseendet uppdaterades radikalt av Giorgetto Giugiaro, och Maserati gick tillbaka till rundare former. Extra utmärkande för 3200 är de bumerangformade bakljusen. 
Motorn, en liten V8 med dubbla turboaggregat, följde med från företrädaren Shamal. Den fanns med en 4-stegad automatlåda, kallad 3200 GTA. Acceleration 0-100 avverkar den på 5,1 sekunder och toppfarten nås vid 280 km/timme. Vid mätningar så visade det sig att den hade 412 hk och då Ferrari skulle släppa sin 360 Modena som hade 400 hk, angavs effekten för 3200GT till 370 hk. Modellen ersattes 2002 av 4200(även kallad Coupé eller Cambiocorsa) efter 4795 st tillverkade exemplar. Specialversioner togs fram och benämndes Modena eller Assetto Corsa, dessa har högre motoreffekt i form av ett högre laddtryck. På grund av homologeringskostnader angavs aldrig denna högre effekt men inofficiellt sägs 450 hk. 
Varianter:
| Modell | Motor              | Cylindervolym | Effekt | Bränslesystem             |
| ------ | ------------------ | ------------- | ------ | ------------------------- |
| 3200GT | 8-cyl V-motor dohc | 3217 cm³      | 370 hk | Bränsleinsprutning, turbo |